# 勒韦西内-勒佩克站
勒韦西内-勒佩克站（法語：Gare du Vésinet - Le Pecq），是法国的一个铁路车站，位于伊夫林省勒韦西内，临近勒佩克。属于第四收费区（法語：Zone 4）。本站每天白天10分钟一班列车，夜间15分钟一班列车。

## 位置
本站位于勒韦西内，是一个属于大区快铁A线A1支线的一座车站，开通于1837年8月26日。原属于巴黎到圣日耳曼铁路。车站在1847年、1955年、1972年分别进行了重建。